# Dragon Ball Z: Infinite World
Dragon Ball Z: Infinite World (ドラゴンボールZ インフィニットワールド?, Doragon Bōru Zetto Infinitto Wārudo) è un videogioco di Dragon Ball Z uscito il 4 novembre 2008 per PlayStation 2 e sviluppato dalla Namco Bandai Atari.
Il nuovo capitolo ha la stessa grafica di Dragon Ball Z: Budokai 3 e, oltre ai combattimenti, è possibile eseguire missioni tra cui percorrere il Serpentone che porta al pianeta di Re Kaioh, e gli addestramenti dello stesso. I personaggi sono più di quaranta escludendo le varie trasformazioni, con le quali il gioco arriva ad un totale di più di cento personaggi. Le arene all'interno del gioco sono tredici. 
Come i vecchi Budokai, anche Infinite World utilizza il sistema delle capsule. Rispetto al suo predecessore, Dragon Ball Z: Budokai 3, nella modalità "Missione del Drago" si guadagnano Zenie invece che esperienza per aumentare i livelli. Infatti per aumentare salute, attacco, difesa ecc. si possono comprare direttamente abilità oggetto (di colore verde). Come in Budokai 3 c'è anche qui la corrispondente dell'Arena del Drago in cui si può scegliere un giocatore e intraprendere oltre cento duelli dove guadagnare soldi e affinare la tecnica.

## Trama
La storia rappresenta fedelmente il mondo di Dragon Ball, e le sue missioni si svolgeranno in una nuova modalità di gioco chiamata Missione del Drago. Ci sono vari tipi di missione, tra cui quelle in cui bisogna raggiungere dei checkpoint entro un limite di tempo, le battaglie standard, o missioni quick-time event in cui bisognerà conoscere bene i tasti e premerli al momento giusto o premerli il più veloce possibile (in base alle indicazioni). Si potranno anche fare missioni con Crilin, Gohan, Videl ecc. che si differenziano in base al risultato da raggiungere (per esempio, con Crilin si potranno lanciare Kienzan contro Freezer). 
Inoltre, la prima volta la Missione del Drago si farà solo con Goku, mentre dalla seconda volta si useranno gli altri personaggi, senza bisogno di dover scegliere quale, a differenza di Dragon Ball Z: Budokai 3 in cui invece era obbligatorio. La storia nel gioco contiene cinque archi: Saiyan, Freezer, Cell, Majin Bu e GT. Dopo aver completato quasi tutti gli obiettivi con anche gli altri personaggi, si potrà accedere alla Saga Alternativa. Tutti i personaggi sbloccati verranno in seguito resi acquistabili nella Sala del Guerriero.

## Modalità di gioco
Dragon Ball Z: Infinite World offre molti vantaggi rispetto al suo predecessore.
- "Missione del Drago" contiene alcuni mini-giochi quali l'allenamento a gravità (sia Goku sia Vegeta) e percorrere il Serpentone per arrivare da Re Kaioh.
- Si rimuovono Goku bambino, Kaiohshin, Ub, e Cell Jr. da Budokai 3, e si aggiungono Goku (GT), Vegeta (GT), Great Saiyaman 2, Pan, Syn Shenron (Budokai 3 aveva solo la sua trasformazione: Super Ishinlon), Super Baby 2, Super N° 17, Janemba e Paikuhan.
- È assente il Torneo mondiale e vi è un nuovo sistema più efficiente di slot.
- Quasi tutti i personaggi hanno nuove combo e nuove mosse.
- L'Impeto del Drago di Budokai 3 è stato rimosso e grazie a ciò la modalità "ultra" può essere utilizzata liberamente.
- Alcune mosse speciali possono ora essere utilizzate liberamente.
- Invece dell'azzeramento dell'aura come in Budokai 3, in Infinite World ci si stanca se l'indicatore di fatica arriva al massimo, ma bisogna lo stesso riprendersi con l'analogico.
- Ad alcuni personaggi senza mosse speciali sono state aggiunte mosse piuttosto distruttive.
- È possibile uscire quando si vuole da "Missione del Drago" e da "Via del Guerriero" (l'equivalente di "Arena del Drago") senza bisogno di salvare per poi continuare la storia (prima di spegnere la PlayStation è meglio salvare su opzioni).
- Non bisogna per forza entrare in modalità "ultra" per eseguire la mossa speciale.

Nel negozio che si trova nella sala guerriero, si possono comprare oggetti, mosse speciali, abilità, personaggi e trasformazioni, arene e vestiti. Alcuni personaggi hanno più di una mossa suprema o più di due mosse speciali, ma si possono mettere solo una mossa suprema e due mosse speciali. Inoltre, dopo aver comprato una qualsiasi mossa o abilità oggetto, la si può comprare altre due o altre tre volte per aumentarne l'effetto (ad esempio, Kamehameha ad una capsula è allo stadio normale, a due capsule è allo stadio avanzato e a tre capsule acquistate è lo stadio più potente).
Le sfere del drago si potranno trovare solo in alcune missioni, come nella corsa sul serpentone, nella cattura di Bubble (la scimmia di Re Kaioh), nella fuga dal pianeta Namecc, e con Cell mentre scappa da Piccolo. Le prime cinque si trovano nella prima missione con Goku prima di affrontare Radish, e le restanti due si trovano nell'arco di Cell, nella missione contrassegnata dal radar del drago (per trovarle entrambe bisogna farlo due volte). Inoltre, dopo aver raccolto una volta le sette sfere, la seconda volta si troveranno tutte, una alla volta, in quest'ultima missione.
Per trovare le Sfere è sufficiente utilizzare il radar cerca-sfere premendo "triangolo", assente però nella missione in cui Cell deve scappare da Piccolo.

## Personaggi giocabili
- Goku
- Goku (GT)
- Gohan bambino
- Gohan ragazzo
- Gohan
- Gt. Saiyaman
- Goten
- Vegeta
- Vegeta (GT)
- Trunks
- Trunks bambino
- Crilin
- Piccolo
- Tenshinhan
- Yamcha
- Mr. Satan
- Videl
- Great Saiyaman 2
- Pan
- Radish
- Nappa
- Capitano Ginew
- Rekoom
- Freezer
- Androide N° 16
- Androide N° 17
- Androide N° 18
- Dr. Gelo
- Cell
- Majin Bu
- Super Bu
- Kid Bu
- Darbula
- Cooler
- Bardak
- Broly
- Syn Shenron
- Saibaiman
- Super Baby 2
- Super N° 17
- Janenba
- Pai Ku Han

## Doppiaggio
| Personaggio         | Doppiatore giapponese | Doppiatore americano |
| ------------------- | --------------------- | -------------------- |
| Goku                | Masako Nozawa         | Sean Schemmel        |
| Goku (GT)           | Masako Nozawa         | Stephanie Nadolny    |
| Gohan bambino       | Masako Nozawa         | Stephanie Nadolny    |
| Gohan ragazzo       | Masako Nozawa         | Stephanie Nadolny    |
| Gohan (adolescente) | Masako Nozawa         | Kyle Hebert          |
| Great Saiyaman      | Masako Nozawa         | Kyle Hebert          |
| Goten               | Masako Nozawa         | Kara Edwards         |
| Bardak              | Masako Nozawa         | Sonny Strait         |
| Vegeta              | Ryo Horikawa          | Christopher Sabat    |
| Piccolo             | Toshio Furukawa       | Christopher Sabat    |
| Crilin              | Mayumi Tanaka         | Sonny Strait         |
| Tenshinhan          | Hirotaka Suzuoki      | John Burgmeier       |
| Yamcha              | Toru Furuya           | Christopher Sabat    |
| Trunks              | Takeshi Kusao         | Eric Vale            |
| Trunks bambino      | Takeshi Kusao         | Laura Bailey         |
| Saibaiman           | Yusuke Numata         | Josh Martin          |
| Super Baby 2        | Yusuke Numata         | Mike McFarland       |
| Presentatore        | Hirotaka Suzuoki      | Eric Vale            |
| Radish              | Shigeru Chiba         | Justin Cook          |
| Nappa               | Syozo Izuka           | Phil Parsons         |
| Capitano Ginew      | Hideyuki Hori         | Brice Armstrong      |
| Freezer             | Ryusei Nakao          | Linda Young          |
| Cooler              | Ryusei Nakao          | Andy Chandler        |
| Androide Nº 16      | Hikaru Midorikawa     | Jeremy Inman         |
| Pai Ku Han          | Hikaru Midorikawa     | Kyle Hebert          |
| Androide Nº 17      | Shigeru Nakahara      | Chuck Huber          |
| Super Nº 17         | Shigeru Nakahara      | Chuck Huber          |
| Androide Nº 18      | Miki Ito              | Meredith Mccoy       |
| Androide Nº 20      | Koji Yada             | Kent Williams        |
| Cell                | Norio Wakamoto        | Dameon Clarke        |
| Darbula             | Ryuzaburo Otomo       | Rick Robertson       |
| Majin Bu            | Kozo Shioya           | Josh Martin          |
| Kid Bu              | Kozo Shioya           | Josh Martin          |
| Super Bu            | Kozo Shioya           | Justin Cook          |
| Dende bambino       | Hiro Yūki             | Laura Bailey         |
| Dende (adolescente) | Hiro Yūki             | Justin Cook          |
| Mr. Satan           | Daisuke Gori          | Chris Rager          |
| Re Enma             | Daisuke Gori          | Chris Rager          |
| Videl               | Yuko Minaguchi        | Kara Edwards         |
| Great Saiyaman 2    | Yuko Minaguchi        | Kara Edwards         |
| Pan                 | Yuko Minaguchi        | Elise Baughman       |
| Gil                 | Nabuo Satouchi        | Sonny Strait         |
| Janenba             | Tessyo Genda          | Jim Foronda          |
| Broly               | Bin Shimada           | Vic Mignona          |
| Super Ishinlon      | Hidekatsu Shibata     | Christopher Sabat    |
| Commentatore        | Hirotaka Suzuoki      | Eric Vale            |
| Bulma               | Hiromi Tsuru          | Tiffany Vollmer      |
| Dio                 | Takeshi Aono          | Christopher Sabat    |
| Bubbles             | Naoki Tatsuta         | Christopher Sabat    |
| Re Kaioh            | Joji Yanami           | Sean Schemmel        |
| Babidy              | Joji Yanami           | Duncan Brannan       |
| Shenron             | Kenji Utsumi          | Christopher Sabat    |
| Rekoom              | Kenji Utsumi          | Christopher Sabat    |
| Comandante Red      | Kenji Utsumi          | Josh Martin          |
| Polunga             | Jumpei Takiguchi      | Christopher Sabat    |

## Accoglienza
| Testata                            | Giudizio |
| ---------------------------------- | -------- |
| GameRankings (media al 30-01-2020) | 50,80%   |
| Metacritic (media al 30-01-2020)   | 48/100   |
| Game Revolution                    | D        |
| GamePro                            | 2/5      |
| GameSpot                           | 5,5/10   |
| GamesRadar+                        | 1,5/5    |
| GameZone                           | 6.1/10   |
| IGN                                | 3,5/10   |
| Play Generation                    | 87/100   |

A seguito dell'uscita di Infinite World, questi è finito al secondo posto tra i videogiochi più venduti in Giappone con 76,452 copie nella prima settimana, dopo Il professor Layton e il futuro perduto. Secondo le varie fonti, il gioco, insieme a Backyard Baseball e Alone in the Dark, ha tirato fuori Atari dalla sua crisi finanziaria con un incremento degli introiti del 44,5%.
Nonostante le vendite, però, il gioco ha ricevuto un'accoglienza altalenante, con punteggi aggregati del 48/100 su Metacritic e del 50.80% su GameRankings. Greg Miller della IGN ha ritenuto il gameplay ripetitivo, e ha concluso con un lapidario "non giocateci" McKinley Noble della GamePro ha ritenuto la modalità Missione del Drago troppo banale, e comparato gli "anelli del tempo" simili a quelli di Superman 64. È stato comunque considerato un gioco soddisfacente per i fan "hardcore" della serie. Dakota Grabowski della GameZone ha ritenuto che il gioco "non poteva essere più insipido neanche a provarci". Robert Workman di GameDaily ha ritenuto banali gli obiettivi, i minigiochi ridicolosamente pessimi, e il gioco in sé noioso. Ha concluso suggerendo ai giocatori che cercano un gioco DBZ di prendersi un titolo più "vecchio".
La rivista Play Generation lo ha classificato come il miglior gioco picchiaduro del 2008, e lo ha votato con un 87/100, trovando i combattimenti spettacolari come sempre, ma con poche novità rispetto ai precedenti capitoli, consigliandolo solo ai fan irriducibili.